# Предпазител (оръжие)
Предпазител – устройство в огнестрелното оръжие, което пречи на оръжието да произведе случаен изстрел. Предпазителя във включено състояние може да препятства движението на ударника, петлето, шепталото, спусъка, затвора или едновременно на няколко от тези части. В много образци оръжие при включването на предпазителя се произвежда и безопасен (без изстрел) спуск от бойния взвод.
В по-общ смисъл – това е устройство, предпазващо оръжието или боеприпаса от раличен тип (граната, бомба, мина, бойна глава и т.н.) от случайно или преждевременно сработване.

## История
Идеята за предпвазване на огнестрелното оръжие от случаен изстрел е много стара. Дори и при оръжията с фитилно запалване има капаче, което може да се затваря, така, че при случайно спускане на петлето фитила да не възпламени запалния барут.

В ударно-кремъчните механизми с времето се появява предпазителен взвод на петлето, или полувзвод: стрелеца взвежда петлето наполовина, при това шепталото на спусковия механизъм попада в дълбок напречен канал на тялото на петлето, и спусъка се блокира. За изстрел петлето трябва да се взведе на боен взвод, при това шепталото влиза във втория, по-плитък канал на бойния взвода, от който петлето вече може да бъде спуснато с натиснане на спусъка. Това става необходимо, в т.ч., и благодарение на появата на първите (дулни) патрони, създадени с цел повишаване на скорострелността на бойните дулно зареждани пушки. При използоването на такъв патрон неговата хартиена обвивка се използва и като тапа над куршума, затова барута първо се сипва в запала, а след това в ствола. Ако петлето по време на поставяне на куршума в цевта е на боен взвод, може да се произведе случаен изстрел, който неминуемо ще завърши с тежка травма за стрелеца. До появата на дулните патрони барута за безопасност обикновено се сипва от барутницата първо в ствола, а след това в запала.
Първите предпазителни устройства в техния съвременен вид се появяват още при ударно-кремъчните, и даже при колесните механизми. На скъпите кремъчни ловни пушки и винтовки има предпазител във вид на разположено на запала зад петлето лостче, което в предното му положение фиксира петлето на полувзвод, така, че то не може не само да бъде спуснато, но и да се взведе на боен взвод. Това осигурява пълна безопасност при носене на зареденото оръжие. При колесните запали предпазителя е с вид на разположен в задната част на запала флагче, което в задно положение не дава да се спусне взведеното петле, блокирайки шепталото. Подобен предпазител има и на по-скъпите варианти на фитилни запали.
Съвремените предпазители действат на сходен с общия принцип, но често са способни да блокират не само взведеното, но и спуснатото петле, а също и другие детайли на спусковия механизъм или даже самия затвор, могат да осигурят безопасен спуск на петлето при поставянето на оръжието на препазител.

Към категорията на предохранителните устройства също се отнасят устройствата способстващи безопасната работа с оръжието: индикатори за наличието на патрон в патронника, взведена бойна пружина и т.н. които могат да се проверчват визуално или с докосване.
В някои съвременни пистолети и револвери съществува вградена ключалка фиксираща оръжието в безопасно положение и отключван със специален ключ.

## Предпазители в пистолетите
Предпазителите в пистолетах със скрити ударници или петлета могат да бъдат неавтоматични или автоматични. За по-голяма безопасност пистолетите често имат и от двата вида. Неавтоматичните се включват обикновено със завъртане на малко лостче, заключващо ударния или спусковия механизъм. Автоматичните предпазители представляват детайл, издадени над повърхността на дръжките. Те постоянно се намират във включено състояние и се изключват само при правилен обхват на дръжката на пистолета от ръката на стрелеца. Случайното натискане на спусъка, например в джоба, не може да доведе до изстрел, тъй като направленията на движенията на спусъка и автоматичния предпазител са обикновено противоположни, и затова е маловероятно, да се случат едновременно два случайни натиска, с противоположно направление. На пистолетите може да има и други предохранителни устройства, например, във вид на приспособления за плавно спускане на петлето, за отпускане на напрегнатата бойна пружина, за блокиране на спуска на петлето при изваден пълнител и др.
При пистолетите с открити петлета се използват предохранителни устроийства аналогични на револверните (виж тук) които гарантират, че при недонатиснат спусък специален детайл пречи на иглата да удари капсула на патрона.
Добър пример за повишено внимание на конструкторите на съвременни пистолети към темата за безопасната работа представлява пистолета ГШ-18, който се отличава с повишена боеготовност, тъй като има самовзводен ударно-спусков механизъм и автоматичен предпазител. Той има четири нива на предохранение: два автоматични предпазителя за спуск и два предпазителя, сработващи при непълно затваряне на ствола. Един от предохранителите блокира спусъка и се изключва при натискане на копче на него, а друг блокира с раздалечител шепталото в горно положение и се изключва при пълно натискане на спусъка. При непълно затваряне на ствола един предохранител, състоящ се от разделящ механизъм, изключва снижението на шепталото, а другия не позволява на ударника да разбие капсула. Многостепенната система на ГШ-18 напълно осигурява безопасната работа с пистолета при всички условия на експлоатация, което е потвърдено в процеса на полигонните изпитания. В това число освен другите тестове пистолета издържа на многократни падания от височина 1,5 метра на бетонна повърхност с ударник, стоящ на боен взвод. Освен всичко останало задната част на ударника, намиращ се на полувзвод, също служи за индикатор на взвода различим както визуално, така и на пипане, тъй като излиза примерно на 1 милиметър в задната част на затвора.
- Пистолета Колт 1911А. Механизма на предпазителя е на дръжката и блокира спусъка.

## Предпазители в револверите
Повечето револвери нямат предпазител, управляем от стрелеца. Преди се срещат системи с предпазители тип флагче или във вид на клавиш на задната страна на дръжката, която стрелеца натиска, обхващайки ръкохватката с длан (някои граждански модели на Smith & Wesson от края на 19 – началото на 20 век). В съвременните револвери има други конструктивни решения за осигуряване на безопасност: при недонатиснат спусък специален детайл не позволява на иглата да докосне капсула на патрона; ударника се създава отделно от петлето; използват се петлета с „отбой“, т.е. спуснатото петле се спира на разстояние от крайното предно положение и може да се движи напред и да разбие капсула само при натиснат спусък. Счита се, че тези устройства са достатъчно, за да се изключит възможността от случаен изстрел даже при взведено петле.
Необикновен предпазител има револвера Раст Гасер модел 1898, който е произвеждан от австрийската компания „Гасер“ в края на 19 век, и е широко използван от военните на балканските държави. Револвера се зарежда през задно прозорче аналогично на револвера Наган. При отворено прозорче петлето се блокира, но барабана може да се върти с помощта на спусъка, което ускорява процеса на зареждане.

## Предпазители в картечните пистолети
В повечето картечни пистолети се използва принципа на работа на автоматиката със свободен затвор имещ неподвижно закрепена в чашката на затвора игла, в частност – „Uzi“, ППШ, ППС, и т.н. В задната част на затвора на такъв КП от времето на Втората световна война е неподвижно разположена взводната ръкохватка, използвана и като предохранител – тя може да фиксира затвора в задно положение за сметка на издърпването и завъртането ѝ в специален страничен отвор, а понякога и в предно положение за сметка на напречно преместваща се „пъпка“, която се зацепва със специален прорез на цевната кутия, или за метка на фиксация на пъпката на стените на прореза. MP 38/40 и ранния вариант на MP 40 нямат преместваща се „пъпка“ (във вид на гъбка) на затвора, при тях взводната ръкохватка има формата на проста кукичка, а затвора се фиксира само в крайно задно положение, което при характерната за този тип оръжие (и картечните пистолети от онова време въобще) сравнително примитивна конструкция е по-ненадеждно: при достатъчно силен удар, по надлъжната ос на оръжието, или неговото силно тръскане, например при скок от техника или приземяване на парашютист може да се произведе случаен изстрел при затвор в крайно предно положение поради дръпването му по инерция и прескачането зад пълнителя с последващо избутване на патрон от пълнителя и възпламеняването му от иглата на ударника под действието на възвратно-бойната пружина. На по-късната модификация – MP 40/II (от май 1942 г.) има „пъпка“ на предохранителя, а през август 1942 г. войските получават заповед, предписващ към 20 май 1943 г. всички налични подразделенията МП-38 и MP-40 с ръкохватки-кукички да бъдат преработени, с „пъпка“ чрез изпилване на допълнителен жлеб за предпазителя в предната част на прорезите на цевната кутия.
Сходен проблем има и британския КП „Стен“. Той не е решен по времето на войната, но вече след нея във Франция се произвеждат варианти на Стен със сходен фигурен жлеб за предпазител в предната част на цевната кутия.
Предохранителя на КП ППС е разположен в предната част на спусковата скоба. При преместването му назад той блокира спусковия лост и вдига планка с изрези, блокиращи взводната ръкохватка, неподвижно съединена със затвора, и в спуснато, и във взведено положение. В предното – бойно – положение предохранителя се контролира с показалеца. В някои модификации при необходимост от блокировка на взведения затвор ръкохватката може да се фиксира в допълнителен напречен жлеб нацевната кутия. При това положение взведения затвор не може да тръгне самопроизволно даже при падане на оръжието или при силен удар.
Взводната ръкохватка на затвора на КП Ingram MAC-10, намираща се отгоре на цевната кутия, също може да изпълнява ролята на предохранител. За поставянето на оръцието на предпазител трябва тя да се завърти около надлъжната ос. При това така ръкохватката прекрива прицелната линия, сигнализирайки за включения предпазител.
След Втората световна война се появяват варианти на КП с автоматични предохранители, най-известен от които е този при КП УЗИ. Автоматичния предпазител на УЗИ блокира не спусъка, а затвора, озигурявайки безопасност даже при падене или удар.